# SK Rummen
SK Rummen is een Belgische voetbalclub uit Rummen. De club is aangesloten bij de KBVB met stamnummer 3500 en heeft geel-zwart als kleuren. Rummen speelt al heel zijn bestaan in de provinciale reeksen.

## Geschiedenis
Het begin
Eind jaren ’20 werd er al gevoetbald in Rummen, maar dit waren wijkploegen die niet waren aangesloten bij overkoepelende organisaties. Uiteindelijk smelten die wijkploegen samen tot Rummen VV. Maar na 1932 verdwijnt deze ploeg blijkbaar uit de Vlaemsche Voetbalbond (VBB). 6 jaar later komt Rummen terug tevoorschijn, onder de naam De Toekomst Rummen. Op 20 augustus 1942 volgt de officiële aansluiting bij de KBVB met stamnummer 3500. In de eerste drie jaren speelt Rummen in Limburgse afdelingen, maar vanaf 1945 komt het uit in de provinciegebonden Brabantse reeksen. In 1948 behaalt het z’n eerste, echte titel en promoveert het een eerste maal. Die promotie werd echter een afknapper en Rummen degradeert het seizoen erop.
De jaren ’50 en ’60
Na een jaar inactiviteit wordt Rummen een vaste derdeprovincialer en speelt vanaf 1956 op de wijk Potaarde. Deze locatie wordt nu nog steeds gebruikt waar Rummen z’n thuiswedstrijden afwerkt. In 1962 is het dicht bij de titel, maar KVW Hakendover is te oppermachtig. Een jaar later is het wel raak en stijgt Rummen naar 2de provinciale. In het eerste seizoen handhaaft het zich wel om het jaar erna terug af te vallen. Drie seizoenen later, in het seizoen 1967-1968, viert Rummen opnieuw de titel in derde. Wederom is de promotie echter te hoog gegrepen.
De jaren ’70
In het begin van dit decennium gaat het kwaad van naar erger. In 1972 verandert het zijn naam in KSK Rummen en zijn clubkleuren (van blauw-wit naar geel-zwart). Een jaar na die wijziging degradeert Rummen zelfs naar het laagste provinciale niveau in Brabant. Maar na 3 jaar krabbelt Rummen terug recht en pakt in 1976 de titel. Het nieuwe avontuur in derde is echter opnieuw van korte duur, namelijk één seizoen.
De jaren ’80 en ’90
Dit wordt direct aangevat met een nieuwe titel in 1981. Het verblijf in derde is dit keer wél van lange duur want Rummen blijft er 17 onafgebroken seizoenen spelen. Uitschieters zijn de seizoenen 1987-1988 (tweede) en 1991-1992 (derde). Vanaf 1995 geraakt Rummen vast in de rechterkolom met opnieuw degradatie in 1999.
De jaren 2000
Maar Rummen vecht terug en is terug in derde na een jaar afwezigheid. Dit keer verblijft het maar 3 seizoenen in derde en valt het terug naar af in 2003. Na enkele seizoenen in de subtop, ontglipt de promotie nipt in 2008. Maar het seizoen dat volgt, is Rummen opnieuw promovendus (als kampioen).
De jaren 2010 tot nu
Nogmaals kan Rummen zich niet vlot handhaven in derde. Het tweede jaar kan het nipt degradatie ontlopen, in 2012 lukt dat niet. Met een totaal vernieuwde groep, en een nieuwe naam (SK Rummen-Geetbets), promoveert het mee als een van de beste vice-kampioenen in 2013. Alweer is de ervaring in derde allesbehalve goed. De groep valt uiteen en het verblijf in derde is voor de zoveelste keer van korte duur. Vervolgens wordt Rummen terug een subtopper in vierde om anno 2018 na 4 jaar terug naar derde te promoveren als kampioen.

## Overzicht voorbije 30 seizoenen
| Seizoen   | Provincie | Reeks                   | Pos   | Wed | M+  | M–   | M=  | V    | T    | +/–    | Pntn | Opmerkingen                                                           |
| --------- | --------- | ----------------------- | ----- | --- | --- | ---- | --- | ---- | ---- | ------ | ---- | --------------------------------------------------------------------- |
| 1995-1996 | Brabant   | 3de provinciale A       | 13/16 | 30  | 8   | 11   | 11  | 42   | 47   | - 5    | 35   |                                                                       |
| 1996-1997 | Brabant   | 3de provinciale A       | 12/16 | 30  | 9   | 14   | 7   | 46   | 65   | - 19   | 34   |                                                                       |
| 1997-1998 | Brabant   | 3de provinciale A       | 10/16 | 30  | 9   | 13   | 8   | 40   | 45   | - 5    | 35   |                                                                       |
| 1998-1999 | Brabant   | 3de provinciale D       | 15/16 | 30  | 6   | 19   | 5   | 40   | 82   | - 42   | 23   | Degradatie na 17 opeenvolgende seizoenen in derde                     |
| 1999-2000 | Brabant   | 4de provinciale G       | 1/15  | 28  | 20  | 6    | 2   | 80   | 32   | + 48   | 62   |                                                                       |
| 2000-2001 | Brabant   | 3de provinciale D       | 12/16 | 30  | 9   | 17   | 4   | 52   | 80   | - 28   | 31   |                                                                       |
| 2001-2002 | Brabant   | 3de provinciale A       | 9/16  | 30  | 10  | 15   | 5   | 44   | 51   | - 7    | 35   |                                                                       |
| 2002-2003 | Brabant   | 3de provinciale A       | 15/16 | 30  | 6   | 19   | 5   | 43   | 67   | - 24   | 23   |                                                                       |
| 2003-2004 | Brabant   | 4de provinciale F       | 5/16  | 30  | 14  | 7    | 9   | 70   | 53   | + 17   | 51   |                                                                       |
| 2004-2005 | Brabant   | 4de provinciale E       | 5/16  | 30  | 17  | 7    | 6   | 77   | 49   | + 28   | 57   | Gedeeld 4de geëindigd met HO Testelt, maar slechter doelsaldo         |
| 2005-2006 | Brabant   | 4de provinciale F       | 4/15  | 28  | 15  | 6    | 7   | 63   | 34   | + 29   | 52   |                                                                       |
| 2006-2007 | Brabant   | 4de provinciale F       | 7/16  | 30  | 14  | 9    | 7   | 51   | 40   | + 11   | 49   |                                                                       |
| 2007-2008 | Brabant   | 4de provinciale I       | 3/16  | 30  | 21  | 2    | 7   | 72   | 20   | + 52   | 70   |                                                                       |
| 2008-2009 | Brabant   | 4de provinciale I       | 1/15  | 28  | 21  | 3    | 4   | 70   | 20   | + 50   | 67   | AS Mont Saint-André B gaf algemene forfait in de loop van het seizoen |
| 2009-2010 | Brabant   | 3de provinciale A       | 13/16 | 30  | 8   | 15   | 7   | 36   | 65   | - 29   | 31   |                                                                       |
| 2010-2011 | Brabant   | 3de provinciale A       | 14/16 | 30  | 7   | 20   | 3   | 40   | 78   | - 38   | 24   |                                                                       |
| 2011-2012 | Brabant   | 3de provinciale A       | 16/16 | 30  | 5   | 24   | 1   | 35   | 116  | - 81   | 16   |                                                                       |
| 2012-2013 | Brabant   | 4de provinciale I       | 2/14  | 26  | 20  | 3    | 3   | 82   | 33   | + 49   | 63   | Promotie als derde van 5 beste runner-ups                             |
| 2013-2014 | Brabant   | 3de provinciale A       | 15/16 | 30  | 5   | 23   | 2   | 40   | 111  | - 71   | 17   |                                                                       |
| 2014-2015 | Brabant   | 4de provinciale H       | 7/15  | 28  | 16  | 9    | 3   | 73   | 35   | + 38   | 51   |                                                                       |
| 2015-2016 | Brabant   | 4de provinciale H       | 7/18  | 34  | 17  | 9    | 8   | 75   | 38   | + 37   | 59   |                                                                       |
| 2016-2017 | Brabant   | vfv - 4de provinciale A | 3/16  | 30  | 19  | 7    | 4   | 103  | 40   | + 63   | 61   | Gedeeld 3de geëindigd met SC Orsmaal, maar beter doelsaldo            |
| 2017-2018 | Brabant   | 4de provinciale A       | 1/15  | 28  | 20  | 3    | 5   | 87   | 40   | + 47   | 65   | RD Zoutleeuw B gaf algemene forfait in de loop van het seizoen        |
| 2018-2019 | Brabant   | 3de provinciale A       | 11/15 | 28  | 10  | 13   | 5   | 50   | 58   | - 8    | 35   | WS Wommersom gaf algemene forfait in de loop van het seizoen          |
| 2019-2020 | Brabant   | 3de provinciale A       | 14/17 | 27  | 6,2 | 13,5 | 7,3 | 37,4 | 57,1 | - 19,7 | 26,0 | Seizoen stopgezet omwille van het coronavirus                         |
| 2020-2021 | Brabant   | 3de provinciale A       | --/16 | 0   | 0   | 0    | 0   | 0    | 0    | 0      | 0    | Seizoen geschrapt omwille van het coronavirus                         |
| 2021-2022 | Brabant   | 3de provinciale A       | 15/16 | 30  | 5   | 21   | 4   | 36   | 81   | -45    | 19   | Degradatie                                                            |
| 2022-2023 | Brabant   | 4de provinciale F       | 13/16 | 30  | 8   | 18   | 4   | 50   | 65   | -15    | 28   |                                                                       |
| 2023-2024 | Brabant   | 4de provinciale F       | 9/16  | 30  | 12  | 12   | 6   | 53   | 67   | -14    | 42   |                                                                       |
| 2024-2025 | Brabant   | 4de provinciale F       | 8/16  | 30  | 13  | 12   | 5   | 59   | 44   | +15    | 44   |                                                                       |
| 2025-2026 | Brabant   | 4de provinciale F       |       |     |     |      |     |      |      |        |      |                                                                       |

 Laatst bijgewerkt op 04/06/2025
Bronnen: https://www.vbal4.be/a2000/p010101.htm; http://www.rsssf.com/tablesb/belgchamp.html 

## Bekende ex-spelers
- Gunther Jacob (voormalig technisch directeur KRC Genk, ex-sportief directeur Olympique Marseille)
- Renaat Philippaerts (ex-physical coach AA Gent, ex-fitnesscoach van Al Shabab, nu physical coach bij Standard[2])
- Davy Schollen (ex-doelman van onder andere STVV en RSC Anderlecht)

## Trivia
- Op 3 augustus 2008 leidden Lucas Biglia, Nicolás Frutos en Hernán Losada een jeugdtraining van KSK Rummen. Dit was om het project Arco Argentinië te ondersteunen.[3]
- Tot 2016 organiseerde de club een nachttoernooi waarin jaarlijks tientallen ploegen aan mee deden. Op een van de edities was zelfs Jean-Marie Pfaff op bezoek, waarvan een foto in de kantine hangt. In de omstreken van Rummen was dit erg bekend.